# Zmarli w roku 1984
Lista osób zmarłych w 1984:

## styczeń 1984
- 7 stycznia – Alfred Kastler, francuski fizyk, laureat Nagrody Nobla w 1966 (ur. 1902)
- 10 stycznia – Souvanna Phouma, laotański polityk (ur. 1901)
- 17 stycznia – Ignacy Posadzy, Sługa Boży, polski ksiądz, współzałożyciel Towarzystwa Chrystusowego i założyciel Sióstr Misjonarek Chrystusa Króla (ur. 1898)
- 18 stycznia – Pantielejmon Ponomarienko, generał-porucznik Armii Czerwonej, polityk radziecki, ambasador ZSRR w Polsce (ur. 1902)
- 19 stycznia – Gösta Bengtsson, szwedzki żeglarz, medalista olimpijski (ur. 1897)
- 20 stycznia – Johnny Weissmuller, amerykański pływak i aktor (ur. 1904)

## luty 1984
- 1 lutego – Adam Sokołowski, polski lekarz, taternik (ur. 1898)
- 4 lutego – Frederick Lee, brytyjski polityk (ur. 1906)
- 5 lutego – Chuck Cooper, amerykański koszykarz (ur. 1926)
- 9 lutego – Jurij Andropow (ros. Юрий Владимирович Андропов), polityk ZSRR (ur. 1914)
- 12 lutego – Julio Cortázar, argentyński pisarz (ur. 1914)
- 20 lutego – Fikrət Əmirov, azerski kompozytor (ur. 1922)
- 21 lutego – Michaił Szołochow (ros. Михаил Александрович Шолохов), rosyjski pisarz, laureat Nagrody Nobla w 1965 (ur. 1905)
- 29 lutego – Ludwik Starski, polski scenarzysta, autor tekstów piosenek, pisarz (ur. 1903)

## marzec 1984
- 1 marca – Jackie Coogan, aktor amerykański, tytułowy bohater filmu Brzdąc (ang. The Kid) (ur. 1914)
- 6 marca – Martin Niemöller, niemiecki pastor luterański, teolog i działacz antynazistowski (ur. 1892)
- 28 marca – Anton Kocian, słowacki nauczyciel i ornitolog (ur. 1900)

## kwiecień 1984
- 4 kwietnia – Oleg Antonow (ros. Оле́г Константи́нович Анто́нов), radziecki konstruktor lotniczy (ur. 1906)
- 8 kwietnia – Piotr Kapica (ros. Пётр Леонидович Капица), rosyjski fizyk, laureat Nagrody Nobla w 1978 (ur. 1894)
- 15 kwietnia – Grete Hermann, niemiecka matematyczka i filozofka, zajmująca się mechaniką kwantową (ur. 1901)
- 22 kwietnia – Ansel Adams, amerykański fotograf (ur. 1902)
- 26 kwietnia – Count Basie, muzyk jazzowy (ur. 1904)
- 29 kwietnia – Karol Estreicher, polski historyk sztuki (ur. 1906)

## maj 1984
- 13 maja – Stanisław Ulam, polski i amerykański matematyk, współtwórca amerykańskiej bomby termojądrowej (ur. 1909)
- 16 maja:
  - Andy Kaufman – amerykański artysta i komik (ur. 1949)
  - Irwin Shaw – amerykański dramaturg i pisarz (ur. 1913)

## czerwiec 1984
- 1 czerwca – Carl Sandblom, szwedzki żeglarz, medalista olimpijski (ur. 1908)
- 7 czerwca – Stanisław Pagaczewski, polski pisarz literatury dziecięcej (ur. 1916)
- 13 czerwca – Karol Małcużyński, polski dziennikarz i publicysta, poseł na Sejm PRL VII i VIII kadencji (ur. 1922)
- 19 czerwca – Lee Krasner, amerykańska malarka pochodzenia rosyjskiego (ur. 1908)
- 22 czerwca – Joseph Losey, amerykański reżyser filmowy (ur. 1909)
- 25 czerwca – Michel Foucault, francuski filozof i historyk (ur. 1926)

## lipiec 1984
- 20 lipca – Alojzy Novarese, włoski ksiądz katolicki, błogosławiony (ur. 1914)
- 26 lipca – George Gallup, amerykański socjolog, badacz opinii publicznej (ur. 1901)
- 2 sierpnia:
  - Leszek Bogdanowicz, polski kompozytor i gitarzysta (ur. 1934)
  - Marian Łącz, polski aktor (ur. 1921)

## sierpień 1984
- 3 sierpnia – Janusz Groszkowski, polski radiotechnik i elektronik, polityk, prezes PAN, poseł na Sejm PRL (ur. 1898)
- 5 sierpnia – Richard Burton, brytyjski aktor (ur. 1925)
- 9 sierpnia – Walter Tevis, amerykański pisarz (ur. 1928)
- 10 sierpnia – Edward Passendorfer, polski geolog, specjalizujący się w stratygrafii, tektonice i paleontologii (ur. 1894)
- 12 sierpnia - Margaret Sutherland, australijska kompozytorka i pianistka (ur. 1897)[1]
- 13 sierpnia:
  - Nina Chruszczowa, radziecka pierwsza dama (ur. 1900)
  - Tigran Petrosjan, ormiański szachista (ur. 1929)
  - John Boynton Priestley, brytyjski pisarz (ur. 1894)
- 20 sierpnia – Ludwik Bandura, polski pedagog (ur. 1904)
- 25 sierpnia – Truman Capote, pisarz amerykański (ur. 1924)

## wrzesień 1984
- 9 września – Ina Benita, polska aktorka okresu międzywojennego (ur. 1912)
- 9 września – Gunnar Jamvold, norweski żeglarz, medalista olimpijski (ur. 1896)
- 10 września:
  - Lou Hunter, amerykański sportowiec, medalista olimpijski (ur. 1899)
  - Trummy Young, amerykański puzonista jazzowy (ur. 1912)
- 29 września – Jerzy Wasowski, współtwórca Kabaretu Starszych Panów (ur. 1913)
- 30 września – Anna Świrszczyńska, poetka, autorka dramatów i prozy (ur. 1909)

## październik 1984
- 2 października – Juliusz Glatty, polski scenograf, reżyser, aktor, rzeźbiarz i marionetkarz (ur. 1908)[2]
- 6 października – Giovanni Moioli, teolog włoski (ur. 1931)
- 14 października – Martin Ryle, angielski astronom, laureat Nagrody Nobla (ur. 1918)
- 16 października – Jozef Psotka, słowacki taternik, alpinista, pedagog i ratownik tatrzański (ur. 1934)
- 19 października:
  - Henri Michaux, belgijski pisarz, malarz (ur. 1899)
  - Jerzy Popiełuszko, polski duchowny katolicki (ur. 1947)
- 20 października:
  - Carl Ferdinand Cori, amerykański biochemik, laureat Nagrody Nobla (ur. 1896)
  - Paul Dirac, angielski fizyk, laureat Nagrody Nobla (ur. 1902)
- 21 października:
  - Zdzisław Antoniewicz, polski dziennikarz i sportowiec pochodzenia ormiańskiego (ur. 1908)
  - François Truffaut, francuski reżyser filmowy (ur. 1932)
- 24 października – Feliks Peto, polski kupiec, oficer, kawaler Orderu Virtuti Militari (ur. 1898)
- 26 października:
  - Mark Kac, polski i amerykański matematyk pochodzenia żydowskiego, przedstawiciel lwowskiej szkoły matematycznej (ur. 1914)
  - Günther Stoll, niemiecki technik żywienia, ofiara tajemniczego morderstwa (ur. 1950)
- 28 października – Maria Skibniewska, polska tłumaczka literatury anglosaskiej (ur. 1904)
- 30 października – Anna Rynkowska, polski historyk, archiwistka (ur. 1903)
- 31 października:
  - Eduardo De Filippo, włoski aktor teatralny i filmowy, reżyser, senator (ur. 1900)
  - Indira Gandhi, indyjski polityk, premier Indii (ur. 1917)

## listopad 1984
- 1 listopada – Marcel Moyse, francuski flecista (ur. 1889)
- 5 listopada – Stefan Barsanescu, rumuński pedagog, profesor (ur. 1895)
- 16 listopada – Paul Pörtner, niemiecki dramatopisarz i poeta (ur. 1925)
- 26 listopada – Sylvan Goldman, amerykański biznesmen i twórca wózka sklepowego (ur. 1898)

## grudzień 1984
- 2 grudnia – Marian Eile, polski dziennikarz, satyryk, malarz i scenograf (ur. 1910)
- 3 grudnia – Alan Williams, amerykański inżynier i sportowiec, medalista olimpijski (ur. 1893)
- 4 grudnia:
  - Jack Mercer, amerykański animator, scenarzysta, aktor głosowy (ur. 1910)
  - Eduard Prchal, czeski pilot wojskowy (ur. 1911)
  - Stefan Voitec, rumuński dziennikarz, polityk (ur. 1900)
- 11 grudnia – Klemens Tilmann, niemiecki teolog katolicki, oratorianin (ur. 1904)
- 14 grudnia – Vicente Aleixandre, hiszpański poeta, laureat Nagrody Nobla w 1977 (ur. 1898)
- 20 grudnia:
  - Stanley Milgram, amerykański psycholog społeczny (ur. 1933)
  - Dmitrij Ustinow (ros. Дмитрий Фёдорович Устинов), minister obrony ZSRR (ur. 1908)
- 28 grudnia – Sam Peckinpah, amerykański reżyser filmowy (ur. 1925)